# Castellammare del Golfo
Castellammare del Golfo (Casteddammari en idioma siciliano) es un pueblo italiano ubicado en la provincia de Trapani en Sicilia. El nombre significa "Castillo Marítimo del Golfo", que deriva de su nacimiento como fortaleza naval en la antigüedad. El espacio marítimo en el que se encuentra tomó su nombre del pueblo, como Golfo de Castellammare.
En la antigüedad, Castellammare fue un puerto de Segesta, uno de los principales asentamientos de los élimos. La población se ha dedicado a la pesca desde sus orígenes, actividad que sigue siendo importante en el presente, al igual que el turismo.
El pueblo es notorio por haber estado muy vinculado a la mafia, habiendo sido lugar de conocidos mafiosos estadounidenses, como Salvatore Maranzano, Joseph Ristuccia, Michael Monte y Joseph Bonanno. De este pueblo tomó el nombre el enfrentamiento entre clanes mafiosos en Estados Unidos conocido como la Guerra Castellmarense que enfrentó al clan de Joe Masseria contra el clan de Salvatore Maranzano por el liderazgo de la mafia de Nueva York.

## Películas
En Castellammare del Golfo se han rodado numerosas películas, entre otras:
- Ocean's Twelve (2001)
- Avenging Angelo (2002)
- My Name is Tanino (2002)
- Comisario Montalbano, episodio "The Sense of Touch"
- Largo Winch (2008)

## Galería

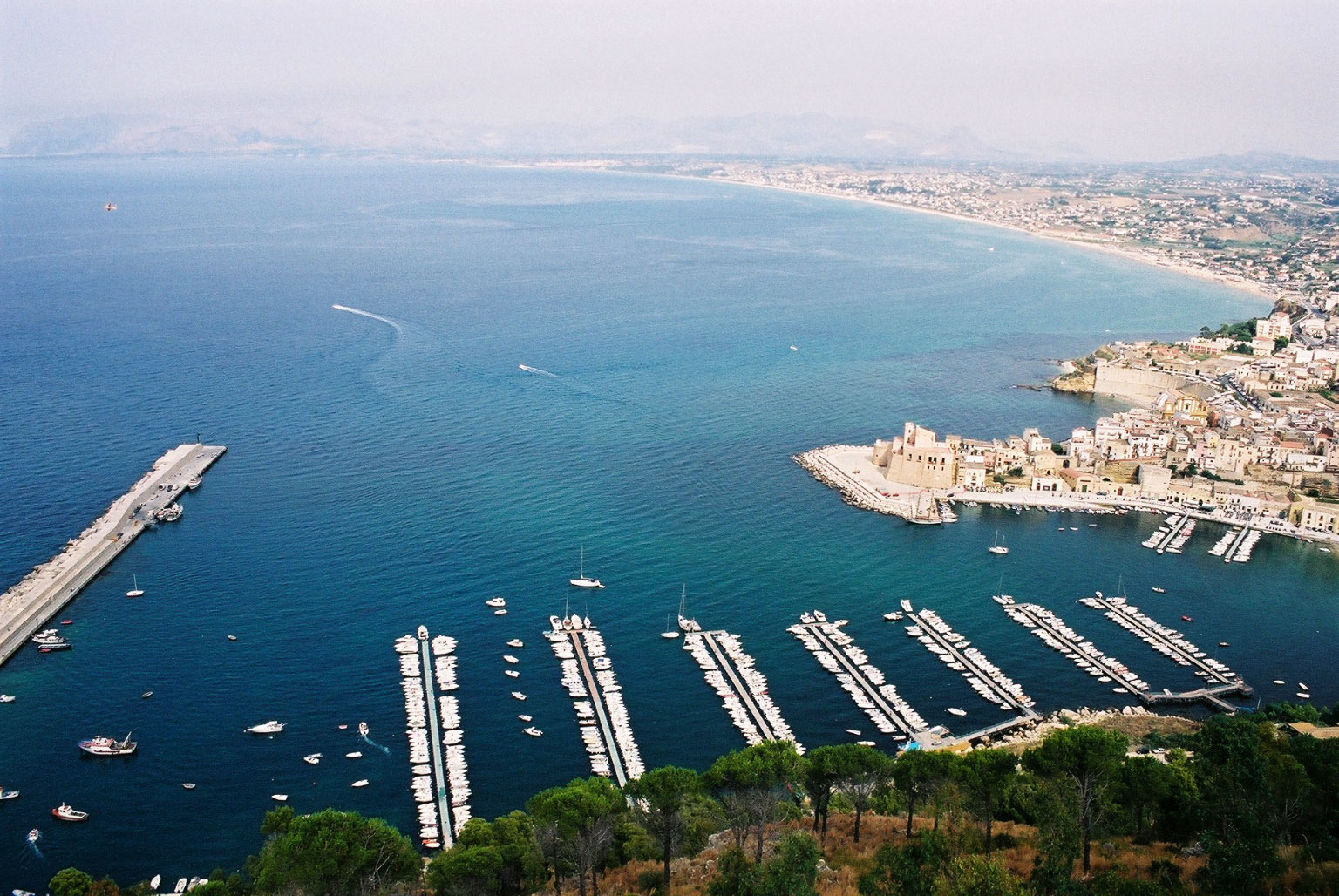
Vista del Golfo.
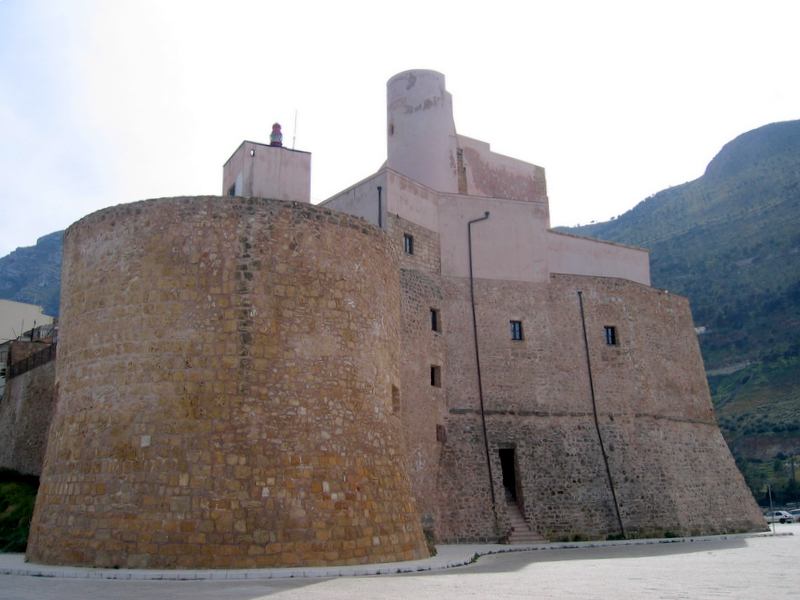
Vista del castillo.
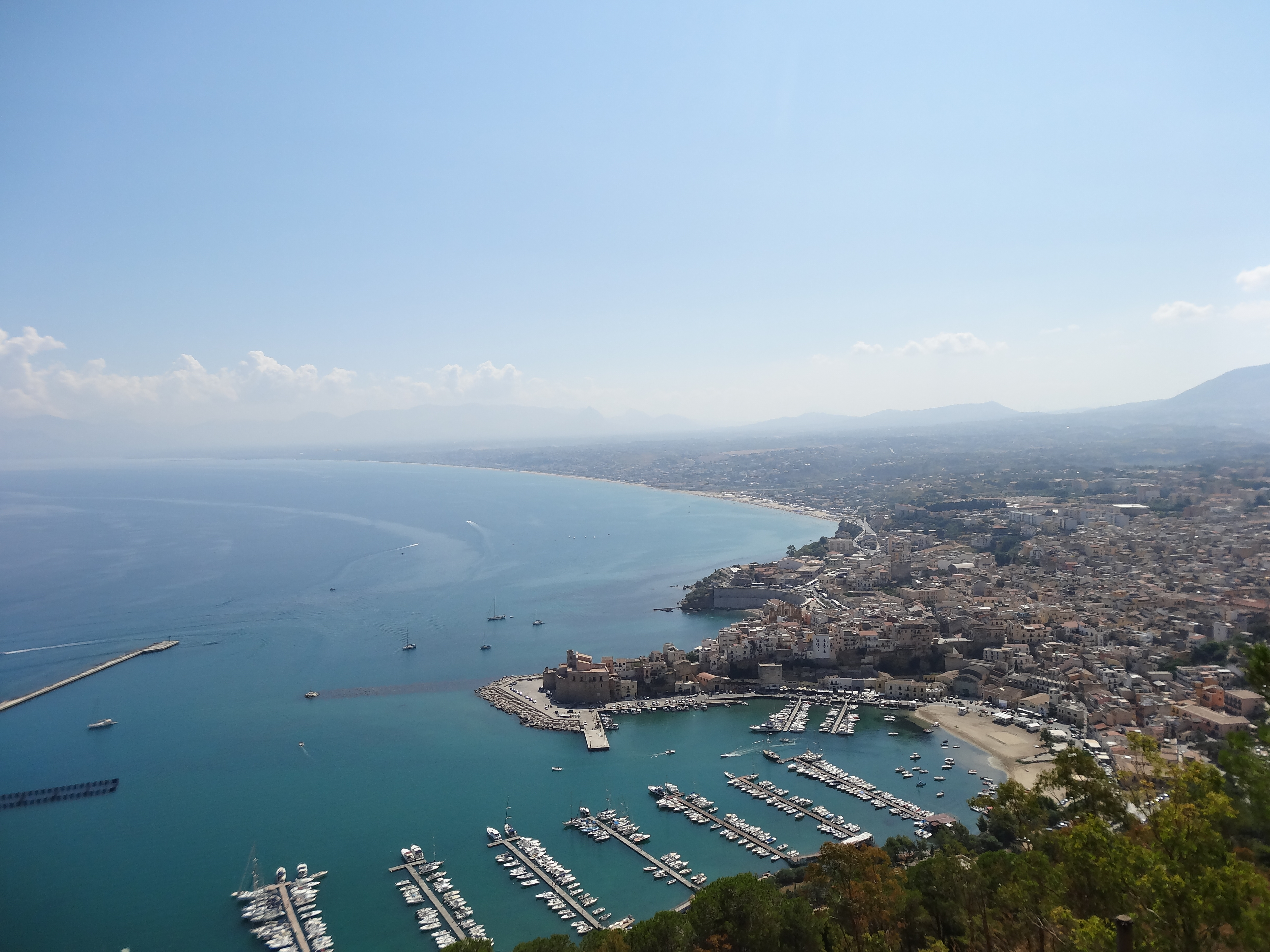
Vista del puerto, el castillo y la ciudad desde una colina.

## Evolución demográfica
| Gráfica de evolución demográfica de Castellammare del Golfo entre 1861 y 2001 |
|                                                                               |
| Fuente ISTAT - elaboración gráfica de Wikipedia                               |